# 晁金名
晁金名（匈牙利語：Csaszar George，1908年7月18日—1996年1月21日），匈牙利耶穌會修士、藥劑師，長期在臺灣嘉義縣朴子市、鹿草鄉服務，第十六屆醫療奉獻獎得主。

## 生平
晁金名匈牙利名為Csaszar George。1908年7月18日生於匈牙利布達佩斯。出身貧困的工人之家，家中兄弟姊妹眾多。
初中畢業後，晁金名一面在鐘錶工廠當學徒，一邊就讀製錶技術學校，在此時認識老闆兒子、一個在中國大陸服務的神父，引發對海外宣教的嚮往。25歲，晁金名加入耶穌會，擔任修士，並與葉由根神父在同一家醫院受訓，葉神父學醫，晁修士當看護。1939年，31歲的晁金名到河北大名傳教，其後又輾轉遷徙蘇州、上海，中華人民共和國建國後一度遭囚。在囚禁期間，他研讀教會收藏的藥理書籍，成為藥師。
1956年，晁金名落腳嘉義朴子，在朴子教堂開起施藥所，免費供藥，一天患者可達五、六十人。1963年，匈牙利籍主教隆其化在朴子文明路建立朴子基督君王堂，以此教堂做為朴子地區早期推動社會福利的基地，並設有耶穌會修道院，住了二十位匈國為主的會士。
耶穌會先後於朴子、東石、布袋、鹿草等地成立診療所，由具醫師資格的葉由根父負責看診，而藥品供應就全靠晁金名。出生於鹿草的耶穌會修士官枝順回憶，當時來自不同產地的瓶瓶罐罐標示著英文、德文、法文，都賴晁修士一一分門別類，有時幾千顆膠囊黏成一團，得一顆顆剝開，而大罐粉末也須自行分裝膠囊，再分送各診療據點。募來的藥物品項不齊，這時就得晁金名自己調配。1970年曾支援鹿草醫療一年多的陸幼琴修女回憶，當時有病患得灰指甲，她無藥可用，晁修士便自行調配藥膏，用起來還頗有效，而晁修士配方的咳嗽藥、胃藥，更是出了名的好，鄉民常在清晨四、五點來排隊；鹿草擔任過護士的江納德修女回憶，那時鄉下人多半窮困，普遍營養不良，晁金名就以米麩代替昂貴的奶粉，再加入維他命，分成小包，免費讓病患補充營養。此外，晁金名會自創克難的早產兒保溫箱，以一支溫度計測溫度，再視冷熱情形，分別為早產兒打開一到四個燈泡加溫，也救活不少嬰兒。
1974年，葉由根轉往新竹，鹿草的聖家貧民醫院交給晁金名。1976年左右間由匈牙利籍的醫生卡普南里（漢名高博義）來此作醫務主任，是由施予仁神父辦來臺灣簽證，但因卡普南里在1963年涉嫌於美國殺妻而當時引起風波。菲律賓修女蕭玉鳴也曾來支援兩年。
曾與晁金名共事的余榮宗表示，晁修士雖非醫師，但對患者的追蹤，常比醫師還緊張，病人出院後，若未按時回診，修士就追到家裡，非得確定病人確實吃藥、痊癒，才肯放心。一次，一名病人沒錢繳費，不好意思回診，修士到他家拜訪，病人還以為是來追債的，但修士只要他快回醫院把病看好，一個字都不提錢。若當地診斷不出來的疑難雜症，他還會帶著檢體上台北，請大醫院查出病因。官枝順的父親曾兩度重病都是晁修士收留照顧。1981年曾到鹿草暑期傳道的的祁安國回憶，有一名重病的老人家，家人為節省醫療費，想把老人帶回家等死，但修士不忍，自願免費照顧到壽終。
聖家貧民醫院在1980年代年因付不出醫師的薪水倒閉，搬回朴子的晁金名每周仍有好幾天會回到鹿草，將從外國寄來的藥品打包，自費轉送給其他醫療院所。與晁修士相處十多年的育英幼稚園沈姓女廚工說，晁修士眼中只有別人沒有自己，晚年一天只吃一個麵包、一瓶開水。江納德修女回憶，晁修士永遠是幾件薄衫替換，還曾把不用的病人服改成襯衣穿。
晁金名83歲時，才第一次回到匈牙利，但人事全非。
1996年1月21日，晁金名在聖家貧民醫院整理藥物時，心臟病發去世。曾擔任醫院翻譯的吳富美表示，晁金名死後沒任何貴重物品，入殮所穿葬袍及皮鞋，都是神父們所贈。
葬於彰化縣靜山耶穌會墓園。

## 身後
當上《民生報》記者的祁安國，每年醫療奉獻獎開始報名期間就對負責的張耀懋，推薦鹿草曾有一名修士對病患非常好，但講不出名字。2006年，第十六屆醫療奉獻獎時，張耀懋得知是晁金名後，透過Google搜尋也找不出這人，只找好請訪查員林宜樟找訪，才得以提名。組裡同事張雅雯就感慨地說，若不能發掘這些史料，晁修士也許就只是鹿草的鄉野傳奇。
晁金名生平事蹟是靜山修道院提供，由饒志成神父代領獎，葉由根特地從新竹來見證領獎。
2013年，嘉義縣政府計畫拆除鹿草國小旁的聖家貧民醫院，設立鹿草老人日間照顧中心，研議以晁修士的名字命名。但次年照顧中心開幕後，並沒有以其姓名紀念。